# Mazyr
Mazyr (in bielorusso Мазыр?; in russo Мозырь?, Mozyr'; in yiddish מאזיר‎?) è una città della Bielorussia di 105 000 abitanti al 2023, capoluogo della provincia omonima nella regione di Homel'. Si trova a circa 133 km a ovest di Homel' e circa 320 km a sud di Minsk.

## Geografia fisica
La città è situata sul fiume Pryp"jat', a 210 km a est di Pinsk e a 100 km a nord-est di Černobyl'. L'area urbana comprende Kalinkavičy e lungo il fiume conta 150 000 abitanti.

## Storia
È una delle città più antiche della Bielorussia. I primi documenti scritti risalgono al 1155, quando il principe di Kiev Jurij Dolgorukij cedette la sua in proprietà al principe di Černihiv Svjatoslav Ol'govič. Durante la sua storia Mazyr fu parte dei principati di Kiev, Černihiv e Turaŭ. Dalla metà del XIV secolo fu parte del Gran Principato di Lituania. Nel 1577 Mazyr ottenne il diritto di Magdeburgo.
In seguito all'incendio dell'inizio del XVII secolo il Castello di Mozyr e parte della città bruciarono completamente. Così nel 1609-1613 furono deliberati dei provvedimenti che obbligavano i cittadini a ricostruire la città e il castello. Nel XVII secolo vi fu l'insurrezione antifeudale.
Nel 1793 entrò a far parte dell'impero russo. Nel dicembre del 1917 nella città si stabilì il potere sovietico. Da febbraio a dicembre 1918 la città fu occupata dall'Esercito imperiale tedesco. Da marzo a giugno 1920 la città conobbe l'occupazione dei polacchi. Durante la seconda guerra mondiale la città fu occupata dai nazisti, dal 22 agosto 1941 al 14 gennaio 1944.
Nel 1954 Mazyr e la provincia di Mazyr entrarono a far parte della regione di Homel.
Nel 1986 la città soffrì pesantemente la caduta radioattiva dovuta al disastro di Černobyl'.

## Economia
Mazyr è nota per la raffinerie di petrolio, la produzione di macchine e le filiere alimentari. È sede di una delle maggiori raffinerie di petrolio della Bielorussia. L'Oleodotto dell'Amicizia trasporta l'olio grezzo dalla Russia e si biforca a Mazyr. Una branca del condotto è diretta in Polonia e l'altra in Ucraina.